# Krześnica
Krześnica (Duits: Wilkersdorf) is een plaats in het Poolse district  Myśliborski, woiwodschap West-Pommeren. De plaats maakt deel uit van de gemeente Dębno en telt 381 inwoners.